# Обшарники
Обшарники (пол. Obszarniki, нім. Abschermeningken) — село в Польщі, у гміні Бані Мазурські Ґолдапського повіту Вармінсько-Мазурського воєводства.
Населення — 44 особи (2011).
У 1975-1998 роках село належало до Сувальського воєводства.

## Демографія
Демографічна структура станом на 31 березня 2011 року:
|          | Загалом | Допрацездатний вік | Працездатний вік | Постпрацездатний вік |
| -------- | ------- | ------------------ | ---------------- | -------------------- |
| Чоловіки | 23      | 4                  | 13               | 6                    |
| Жінки    | 21      | 4                  | 10               | 7                    |
| Разом    | 44      | 8                  | 23               | 13                   |